# Face to Face (킹크스의 음반)
《Face to Face》는 영국의 록 밴드 킹크스의 네 번째 스튜디오 음반으로, 1966년 10월 28일에 발매되었다. 이 음반은 1964년 밴드를 국제적인 명성에 올려놓았던 강렬한 비트 음악 스타일에서 벗어나, 바로크 팝과 뮤직 홀의 영향을 크게 받은 방향으로 전환한 작품이다. 또한 킹크스 멤버들이 전곡을 작곡한 최초의 음반이며, 평론가들에 의해 록 음악사에서 최초의 콘셉트 음반 중 하나로 평가받는다. 레이 데이비스의 성장한 작곡 스타일은 점점 더 관찰적이고 풍자적인 경향을 띠며, 영국 문화, 사회 계층, 음악 산업을 주제로 다루었다.
비록 히트 싱글 〈Sunny Afternoon〉를 수록하고 있었지만, 발매 당시 음반의 초기 반응은 영국과 미국 모두에서 이전 킹크스 음반에 비해 미온적이었다. 영국 차트에서 12위, 미국 차트에서 135위를 기록했다. 그러나 《Face to Face》는 이후 재평가를 거쳐 비평가들로부터 극찬을 받았으며, 사이키델릭 시대의 중추적인 음반이자 킹크스의 진화 과정에서 중요한 이정표로 인정받았다. 이 음반은 로버트 크리스트가우의 1950년대 이후 "기본 음반 목록"에 포함되었으며, 《죽기 전에 꼭 들어야 할 앨범 1001》에도 수록되었다.

## 배경
레이 데이비스는 이 음반의 주요 녹음 세션 직전에 신경 쇠약을 겪었다. 밴드의 이전 거친 사운드와는 대조적으로, 그는 최근 들어 〈A Well Respected Man〉과 〈Dedicated Follower of Fashion〉과 같은 곡에서 새로운 부드러운 작곡 스타일을 도입하기 시작했다. 1966년 7월, 같은 스타일로 작곡된 싱글 〈Sunny Afternoon〉가 영국 싱글 차트 1위에 올랐으며, 이 곡의 인기는 데이비스와 킹크스의 매니저들에게 이 작곡 방식으로도 성공할 수 있음을 입증했다. 새 음반은 이러한 패턴을 따르게 되었고, 이후 5년간의 그룹 녹음 작업도 같은 흐름을 유지했다. 이 음반으로 시작된 1966년부터 1971년까지의 시기는 훗날 데이비스와 킹크스의 "황금기"로 불리게 된다.
록 음악 사학자들은 이 음반이 느슨하게나마 사회적 관찰이라는 공통 주제를 가진, 최초의 록과 팝 콘셉트 음반 중 하나로 평가한다. 데이비스는 음반의 초기 구상에서 곡들을 효과음으로 연결하려 했으나, 파이 레코드 측의 요구로 발매 전 더 표준적인 음반 형식으로 되돌려야 했다. 그럼에도 일부 효과음은 남아 있으며, 〈Party Line〉, 〈Holiday in Waikiki〉, 〈Rainy Day in June〉, 그리고 최종 음반에 수록되지 않은 〈End of the Season〉, 〈Big Black Smoke〉 등에서 들을 수 있다.

## 발매 및 평가
| 평가 점수                     | 평가 점수 |
| 출처                          | 점수      |
| ----------------------------- | --------- |
| AllMusic                      | [ 10 ]    |
| Encyclopedia of Popular Music | [ 13 ]    |
| The Rolling Stone Album Guide | [ 14 ]    |
| MusicHound Rock               | [ 15 ]    |
| Uncut                         | [ 16 ]    |

이 음반은 밴드에게 특히 격동적인 해에 발매되었다. 피트 퀘이프가 부상을 당해 탈퇴했다가 이후 복귀하는 등 인사 문제가 있었고, 법적 및 계약상의 분쟁의 분쟁과 계속되는 빡빡한 투어 일정이 이어졌다. 음반은 평단의 호평을 받았으나, 발매 당시 (특히 미국에서)는 큰 판매 성과를 거두지 못했으며, 오랫동안 절판 상태였다. 1998년 이후 재발매판에는 동시기에 싱글로 발표된 곡 (대표적으로 〈Dead End Street〉)과 미발표 곡 두 곡이 보너스 트랙으로 수록되었다.
이 음반은 《죽기 전에 꼭 들어야 할 앨범 1001》에 포함되었다.

## 곡 목록
모든 곡들은 특별한 언급이 없는 한 레이 데이비스에 의해 작사/작곡하였다.
| #  | 제목                                | 작사·작곡                    | 재생 시간 |
| -- | ----------------------------------- | ---------------------------- | --------- |
| 1. | 〈Party Line〉                      | R. 데이비스, 데이브 데이비스 | 2:35      |
| 2. | 〈Rosy Won't You Please Come Home〉 |                              | 2:34      |
| 3. | 〈Dandy〉                           |                              | 2:12      |
| 4. | 〈Too Much on My Mind〉             |                              | 2:28      |
| 5. | 〈Session Man〉                     |                              | 2:14      |
| 6. | 〈Rainy Day in June〉               |                              | 3:10      |
| 7. | 〈House in the Country〉            |                              | 3:03      |

| #  | 제목                                  | 재생 시간 |
| -- | ------------------------------------- | --------- |
| 1. | 〈Holiday in Waikiki〉                | 2:52      |
| 2. | 〈Most Exclusive Residence for Sale〉 | 2:48      |
| 3. | 〈Fancy〉                             | 2:30      |
| 4. | 〈Little Miss Queen of Darkness〉     | 3:16      |
| 5. | 〈You're Looking Fine〉               | 2:46      |
| 6. | 〈Sunny Afternoon〉                   | 3:36      |
| 7. | 〈I'll Remember〉                     | 2:27      |